# Xenodon
Gli Xenodonti (Xenodon Boie, 1826) sono un genere di serpenti della famiglia Dipsadidae, diffusi in America del Sud.

## Tassonomia
Il genere comprende le seguenti specie:
- Xenodon dorbignyi (Duméril, Bibron & Duméril, 1854)
- Xenodon guentheri Boulenger, 1894
- Xenodon histricus (Jan, 1863)
- Xenodon matogrossensis (Scrocchi & Cruz, 1993)
- Xenodon merremi (Wagler, 1824)
- Xenodon nattereri (Steindachner, 1867)
- Xenodon neuwiedii Günther, 1863
- Xenodon pulcher (Jan, 1863)
- Xenodon rabdocephalus (Wied-Neuwied, 1824)
- Xenodon semicinctus (Duméril, Bibron & Duméril, 1854)
- Xenodon severus (Linnaeus, 1758)